# Municipio de Star (Minnesota)
El municipio de Star (en inglés: Star Township) es un municipio ubicado en el condado de Pennington en el estado estadounidense de Minnesota. En el año 2010 tenía una población de 120 habitantes y una densidad poblacional de 1,28 personas por km².

## Geografía
El municipio de Star se encuentra ubicado en las coordenadas 48°3′51″N 95°40′6″O / 48.06417, -95.66833. Según la Oficina del Censo de los Estados Unidos, el municipio tiene una superficie total de 93.63 km², de la cual 93,63 km² corresponden a tierra firme y (0 %) 0 km² es agua.

## Demografía
Según el censo de 2010, había 120 personas residiendo en el municipio de Star. La densidad de población era de 1,28 hab./km². De los 120 habitantes, el municipio de Star estaba compuesto por el 92,5 % blancos, el 2,5 % eran amerindios, el 0,83 % eran asiáticos y el 4,17 % eran de una mezcla de razas. Del total de la población el 0 % eran hispanos o latinos de cualquier raza.